# San Pablo Huacano
San Pablo Huacano är en ort i Mexiko.   Den ligger i kommunen Ocotepec och delstaten Chiapas, i den sydöstra delen av landet, 700 km öster om huvudstaden Mexico City. San Pablo Huacano ligger 1 656 meter över havet och antalet invånare är 1 427.
Terrängen runt San Pablo Huacano är kuperad österut, men västerut är den bergig. San Pablo Huacano ligger uppe på en höjd. Runt San Pablo Huacano är det ganska glesbefolkat, med 47 invånare per kvadratkilometer. Närmaste större samhälle är Copainalá, 11,3 km söder om San Pablo Huacano. I omgivningarna runt San Pablo Huacano växer i huvudsak städsegrön lövskog.